# Encerramento justo
Em matemática, na área da álgebra comutativa, encerramento justo é uma operação definida em ideais em característica positiva. A operação foi introduzida por Melvin Hochster e Craig Huneke (1988, 1990). Brenner e Monsky em 2010, encontraram um contra-exemplo para a propriedade localização de encerramento justo. No entanto, ainda é uma questão em aberto sobre se cada anel {\displaystyle F}-regular fraco é {\displaystyle F}-regular. Ou seja, se cada ideal em um anel que é firmemente fechado, é verdade que cada ideal em cada localização de aquele anel de também é bem fechado?